# 문화가 있는 날
문화가 있는 날은 전국 문화시설의 문턱을 낮추고 국민 생활 속 문화 향유를 확산하기 위해  문화체육관광부에서 2014년 1월부터 시행하는 제도다.
이 날은 전국의 주요 문화시설을 할인 또는 무료로 이용할 수 있는 날로 매달 마지막 수요일이(해당 주간 포함) '문화가 있는 날'이다.

## 같이 보기
- 대한민국의 기념일
- 여행주간